# Paul Wiecke

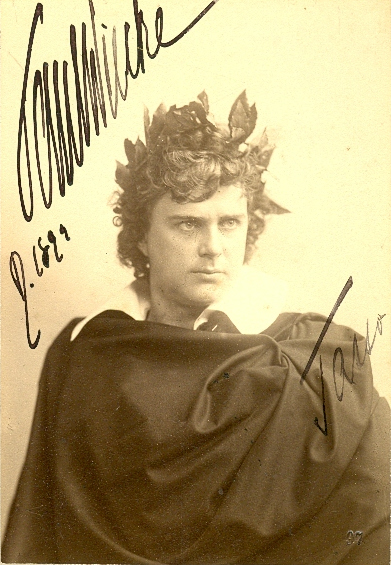
Paul Wiecke als Tasso

Paul Wiecke

Wilhelm Ferdinand Paul Wiecke (* 30. Oktober 1862 in Elberfeld; † 18. Dezember 1944 in Blankenburg (Harz)) war ein deutscher Schauspieler, Regisseur und Schauspieldirektor.

## Leben und Wirken
Paul Wiecke bekam als Schüler in Schulpforte eine Rolle in Sophokles’ Antigone in Griechisch. Er studierte Kunst und Literatur an der Münchner Universität.
Ab 1887 trat Wiecke am Hoftheater Weimar auf, unter anderem als Ferdinand in Schillers Kabale und Liebe. 1895 holte ihn Seebach ans Dresdner Hoftheater. Dort spielte Wiecke den Don Karlos, Hamlet, Borkmann und Faust. Das Dresdner Schauspiel ernannte ihn 1919 zu seinem künstlerischen Leiter und ein Jahr darauf zum Schauspieldirektor. Ab 1920 trat Wiecke auch als Regisseur hervor. Zum Beispiel inszenierte er 1921 zusammen mit Gerhart Hauptmann dessen Versdrama Indipohdi, das Anfang 1922 im Dresdner Schauspielhaus mit Erfolg uraufgeführt wurde. Wiecke inszenierte nicht nur, sondern spielte den Protagonisten Prospero.
Durch sein Engagement für Stücke expressionistischer Dramatiker wie zum Beispiel Ernst Tollers Antikriegsstück Hinkemann machte er sich bei den vorgesetzten Behörden unbeliebt; einer der größten Theaterskandale der Weimarer Republik wurde am 17. Januar 1924 durch rechtsgerichtete Kreise inszeniert: 800 im Publikum verteilte Personen vollführten diesen Anschlag. So nötigte man ihn zu seinem 65. Geburtstag gegen seinen Willen zum Rücktritt, verlieh ihm aber dennoch bei der Verabschiedung aufgrund seiner Verdienste die Ehrenmitgliedschaft. Nach dieser Zeit wirkte er noch einige Zeit als Direktor des privaten Komödientheaters.
1920 spielte Wiecke im deutschen Spielfilm Der galante König (August der Starke) von Alfred Halm den König Joseph von Rom.
Ferdinand Dorsch porträtierte Paul Wiecke; das Bild hängt im Dresdner Schauspielhaus.
Die sterblichen Überreste Paul Wieckes wurden im Urnenhain Tolkewitz bestattet.

## Familie
1891 heiratete Paul Wiecke in Weimar Dorothee Alwine Sophie Hengst (1869–1945). Hilde Wiecke (1892–1984) ist eine Tochter aus dieser Ehe. Vorehelich war der Sohn Wolfgang Paul Albrecht Hengst (*† 1890); 
1910 wurde der außereheliche Sohn Eberhard  geboren.
1916 heiratete Paul Wiecke die finnische Opernsängerin Irma Tervani (Alt, 1887–1936). Beider Tochter Irma Maria lebte von 1914 bis 1997; der Sohn Ingmar von 1919 bis 1987.

## Ehrungen
- 1928: Ehrenmitglied im Staatsschauspiel Dresden
- Wieckestraße in Dresden-Strehlen[3]